# 貴船台
貴船台（きふねだい）は福岡県北九州市八幡西区の町。住居表示実施済み。郵便番号は807-0814。

## 地理
八幡西区の北部に位置し、北に力丸町、東に本城東、南に星和町、西に友田と接する。

## 地域の特徴
町域の中心付近から南北に向かって下る緩傾斜な台地に立地する住宅街である。2003年、力丸町に筑豊本線の本城駅が開業したことにより公共交通の便が良くなった。

## 歴史
北東部は昭和50年代後半から61年にかけて実施された組合施行による土地区画整理事業区域の一部である。この辺りはかつて大字本城の字、貴船ヶ原と呼ばれていた。

### 沿革
- 1985年（昭和60年）6月1日 - 貴船台新設[6][7]。

### 町名の変遷
| 実施内容          | 実施年月日               | 実施後 | 実施前         |
| ----------------- | ------------------------ | ------ | -------------- |
| 町名新設 住居表示 | 1985年（昭和60年）6月1日 | 貴船台 | 大字本城の一部 |

## 世帯数と人口
2025年（令和7年）3月31日現在（北九州市発表）の世帯数と人口は以下の通りである。
| 町     | 世帯数  | 人口    |
| ------ | ------- | ------- |
| 貴船台 | 502世帯 | 1,096人 |

### 人口の変遷
国勢調査による人口の推移。
| 1995年（平成7年）  | 1,048人 | [ 8 ]  |  |
| 2000年（平成12年） | 974人   | [ 9 ]  |  |
| 2005年（平成17年） | 961人   | [ 10 ] |  |
| 2010年（平成22年） | 866人   | [ 11 ] |  |
| 2015年（平成27年） | 908人   | [ 12 ] |  |
| 2020年（令和2年）  | 1,026人 | [ 13 ] |  |

### 世帯数の変遷
国勢調査による世帯数の推移。
| 1995年（平成7年）  | 340世帯 | [ 8 ]  |  |
| 2000年（平成12年） | 339世帯 | [ 9 ]  |  |
| 2005年（平成17年） | 350世帯 | [ 10 ] |  |
| 2010年（平成22年） | 341世帯 | [ 11 ] |  |
| 2015年（平成27年） | 366世帯 | [ 12 ] |  |
| 2020年（令和2年）  | 408世帯 | [ 13 ] |  |

## 学区
市立小・中学校に通う場合、学区は以下の通りとなる。
| 町     | 街区 | 小学校               | 中学校               |
| ------ | ---- | -------------------- | -------------------- |
| 貴船台 | 全域 | 北九州市立赤坂小学校 | 北九州市立本城中学校 |

## 施設

### 社会福祉施設
- 利輝保育園

### 公園
- 貴船台公園
- 貴船台南公園
- 本城4号公園